# 枝折努
枝折 努（しおり つとむ、7月12日 - ）は、日本の男性俳優、声優。かつてTABプロダクションに所属していた。長崎県出身。
血液型はB型。星座はかに座。

## 人物
- 趣味は将棋。

## 出演作品

### テレビアニメ
- 宇宙兄弟（手島勇吉（手島の父））
- 坂道のアポロン（担任）
- さんかれあ（親戚A）
- 勇者シリーズ
  - 勇者指令ダグオン（運転手、作業員、宇宙炎人フェニックス星人、宇宙植物シード星人、警官、カメラマン）
  - 勇者王ガオガイガー（レポーター、諜報部員、運転手）
- 6HP/シックスハートプリンセス（族長）

### 吹き替え
- グッド・ワイフ2（デリック）
- ボードウォーク・エンパイア 欲望の街

### ラジオ
- やさしい日本語（NHK国際ラジオ）

### 舞台
- 熱海殺人事件（熊田留吉）
- リリオム（ベルコビッチ）